# Dale Martin
Dale Basil Martin (1954) é um teólogo cristão americano, professor da Universidade de Yale. Ele é especialista no Novo Testamento. Atualmente é membro da Igreja Episcopal.